# سنگ‌چشم‌های نمادین
سنگ‌چشم‌های نمادین (نام علمی: Lanius) نام یک سرده از تیره سنگ‌چشمان است.

## فهرست گونه‌ها
- سنگ‌چشم ببری،  Lanius tigrinus
- سنگ‌چشم سرگاوی،  Lanius bucephalus
- سنگ‌چشم پشت‌سرخ Lanius collurio
- سنگ‌چشم دم‌سرخ Lanius isabellinus
- سنگ‌چشم تورانی Lanius phoenicuroides
- سنگ‌چشم قهوه‌ای،  Lanius cristatus
- سنگ‌چشم برمه‌ای،  Lanius collurioides
- سنگ‌چشم امین،  Lanius gubernator
- Souza's shrike, Lanius souzae
- سنگ‌چشم پشت‌بلوطی،  Lanius vittatus
- سنگ‌چشم دمگاه حنایی Lanius schach
- سنگ‌چشم پشت‌خاکستری Lanius tephronotus
- سنگ‌چشم کوهی یا Grey-capped shrike, Lanius validirostris
- سنگ‌چشم خاکستری کوچک Lanius minor
- سنگ‌چشم سرگنده،  Lanius ludovicianus
- سنگ‌چشم خاکستری بزرگ Lanius excubitor
- سنگ‌چشم خاکستری جنوبی Lanius meridionalis
- سنگ‌چشم خاکستری چینی،  Lanius sphenocercus
- سنگ‌چشم پشت‌خاکستری آفریقایی،  Lanius excubitoroides
- سنگ‌چشم دم‌دراز آفریقایی،  Lanius cabanisi
- Taita fiscal, Lanius dorsalis
- سنگ‌چشم سومالی،  Lanius somalicus
- سنگ‌چشم مک‌کینون،  Lanius mackinnoni
- Northern fiscal, Lanius humeralis
- سنگ‌چشم آفریقایی جنوبی،  Lanius collaris
  - سنگ‌چشم تانزانیایی،  Lanius collaris marwitzi
- São Tomé fiscal, Lanius newtoni
- سنگ‌چشم سرحنایی،  Lanius senator
- سنگ‌چشم پیشانی‌سفید،  Lanius nubicus